# Ведмідь гімалайський
Ведмі́дь гімала́йський, ведмідь білогрудий (Ursus thibetanus) — ссавець ряду хижі. Гімалайського ведмедя іноді відносять до окремого роду Selenarctos, «місячних ведмедів». Це ведмідь середнього розміру, з чорним хутром та характерною міткою у формі літери «V» на грудях. Вид близько пов'язаний з барибалом (американським чорним ведмедем, Ursus americanus).

## Зовнішній вигляд

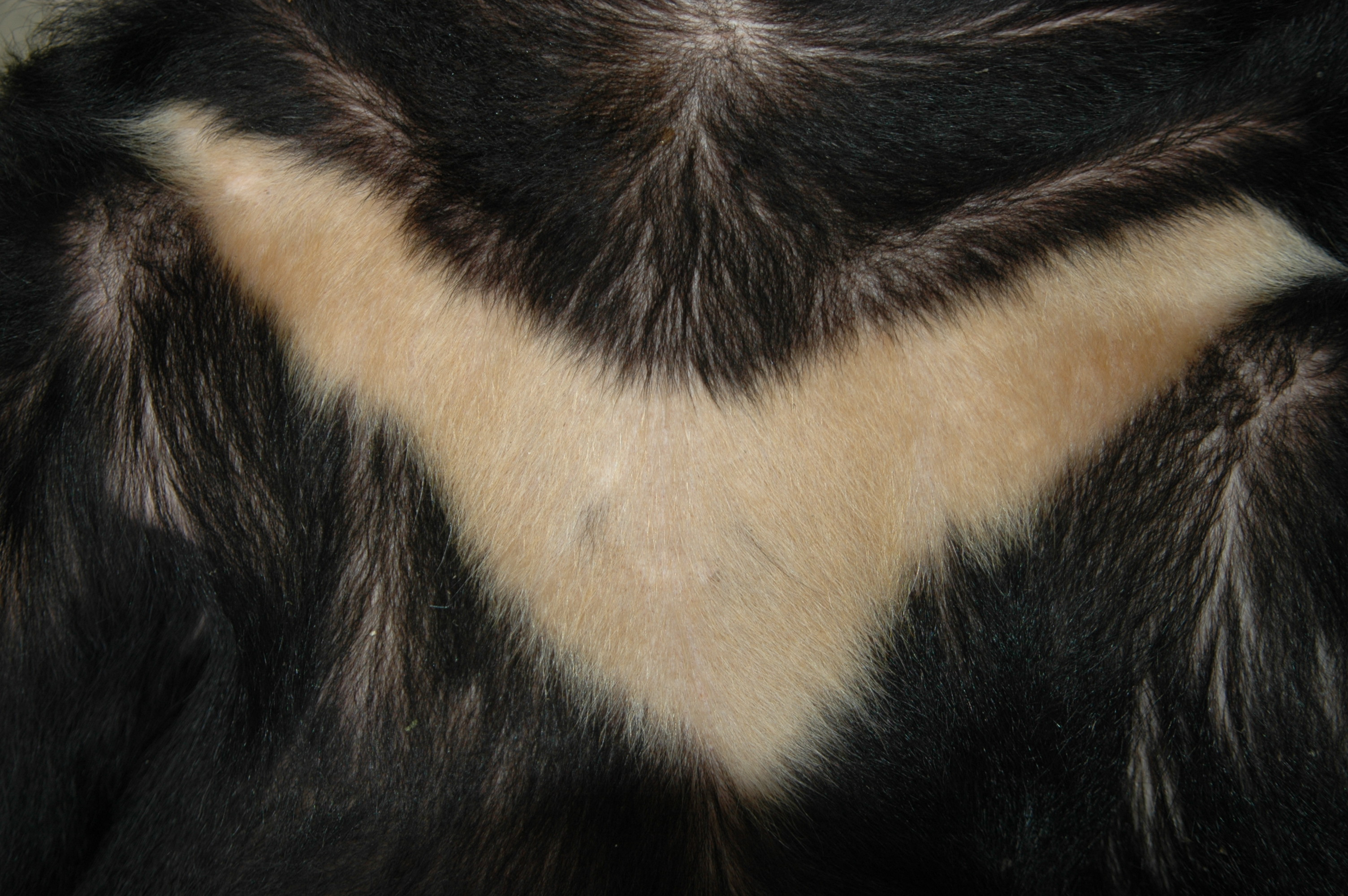
Білий V-подібний грудний знак гімалайського чорного ведмедя

Гімалайський ведмідь за розміром майже удвічі менший за бурого ведмедя і відрізняється від нього стрункішою статурою, тонкою гостроносою мордою, великими округлими вухами; передні лапи сильніші за задні. Самці цього виду 150—190 см завдовжки, висота в загривку близько 70–100 см, важать 80—200 кг із середньою вагою близько 135 кг. Самиці помітно дрібніші — дорослі важать 40–125 кг, а великі до 140 кг.
Хутро коротке, блискуче, шовковисте; зазвичай чорне, але зустрічаються особини бурого або рудуватого кольору. На грудях завжди є біла, іноді з жовтуватим відтінком, пляма у формі букви V; вона нагадує півмісяць, і саме через неї гімалайського ведмедя називають «місячним».

## Розповсюдження
Мешкає в пагорбових і гірських лісах від Ірану через Афганістан, Пакистан і Гімалаї до Кореї і Японії. На півночі ареал захоплює північний схід КНР (Манчжурію) і Приморський край Росії, а на півдні доходить до півночі В'єтнаму і островів Хайнань і Тайвань. У Гімалаях літом він живе на висоті 3000—4000 м, на зиму спускається до підніжжя гір.

## Спосіб життя і харчування
На відміну від бурого ведмедя, гімалайський веде напівдеревний спосіб життя — на деревах він здобуває корм, там же рятується від ворогів і гнуса. Основні природні вороги гімалайського ведмедя: амурський тигр і бурий ведмідь.
Їжа гімалайського ведмедя на 85 відсотків рослинного походження: кедрові та інші горіхи, жолуді, різні ягоди і плоди, пагони трав і чагарників, соковиті цибулини і кореневища. Хижачить рідко, але не гидуватиме падлом. З білкової їжі харчується мурашками та іншими комахами, молюсками, жабами. На людей не нападає.
Взимку лягає в сплячку. Барлоги влаштовує в дуплах м'яких деревних порід — тополі або липи. Середня тривалість життя — близько 25 років.

## Розмноження
Подібно до бурого ведмедя, гімалайський злучається літом, але дещо раніше, ніж бурий, а гін протікає спокійніше.
Самиці народжують 1—2 дитинчат вагою по 300—400 г. Ведмежата розвиваються поволі й навіть у місячному віці абсолютно безпорадні. Статевої зрілості молоді звіри досягають на третьому році.

## Розмір популяції та охорона
Гімалайський ведмідь, так само як і бурий, служить цінним об'єктом полювання. У китайській народній медицині використовується його жовчний міхур, в кулінарії — лапи.
- До Червоного списку МСОП внесений один з підвидів гімалайського ведмедя — белуджистанський гімалайський ведмідь (U. thibetanus gedrosianus), що мешкає в південній частині Центрального Белуджистану і знаходиться на межі зникнення (Critically Endangered). До початку 70-х років минулого століття число його особин не перевищувало 200.
- Інший підвид — уссурійський гімалайський ведмідь (U. thibetanus ussurianus) — до 1998 був занесений до Червоної книги Росії, нині — мисливський вид. Він мешкає на півдні російського Далекого Сходу та в Північно-Східному Китаї та в Кореї. Його чисельність в Росії в 90-ті роки оцінювалася в 4—7 тисяч голів, в наш час[коли?] знаходиться на межі зникнення (до 1 тисячі) через високу чутливість до господарської діяльності людини, зокрема, вирубки лісів, скорочення кількості місць зимівлі та масового полювання.

## Таксономія

### Предкові та сестринські таксони
Біологічно та морфологічно U. thibetanusі є початком деревної спеціалізації, досягнутої Melursus ursinus та Helarctos malayanus. 

U. thibetanusі мають каріотипи, майже ідентичні каріотипам п'яти іншим видам ведмедів, і, як це типово для роду, вони мають 74 хромосоми. 

З еволюційної точки зору, U. thibetanusі найменше змінилися з ведмедів Старого Світу , причому деякі вчені стверджують, що ймовірно, що всі інші лінії ведмедів походять від цього виду. 

Вчені припустили, що U. thibetanusі є або збереженою, хоча й модифікованою формою Ursus etruscus, зокрема ранньою невеликою популяцію часів середнього віллафранку (верхній пліоцен — нижній плейстоцен) 
 , 
або більшою формою Ursus minimus, вимерлого виду, який виник 4 000 000 років тому. 
За винятком віку кісток, часто важко відрізнити останки Ursus minimus від сучасних U. thibetanusі. 

U. thibetanusі є близькими родичами Ursus americanus, з якими вони мають спільного європейського предка; 
 
ймовірно, що два види зазнали дивергенції 3 000 000 років тому, хоча генетичні докази непереконливі. 
І U. thibetanusі та U. americanus вважаються сестринськими таксонами і тісніше пов’язані один з одним, ніж з іншими видами ведмедів. 
 
Найдавніші відомі зразки U. thibetanusі відомі з раннього пліоцену Молдови. 

Найдавніші скам'янілості U. americanus, які знайдені в Порт-Кеннеді, штат Пенсільванія, дуже нагадують U. thibetanusі. 

Перше дослідження мтДНК, проведене для U. thibetanusі, припустило, що вид виник після U. americanus, тоді як друге дослідження не змогло статистично визначити порядок дивергенції Melursus ursinus і двох видів чорних ведмедів, припускаючи, що ці три види зазнали швидкої еволюційної радіації. 
Третє дослідження показало, що U. thibetanusі, і U. americanus розійшлися як сестринські таксони після дивергенції ліній Melursus ursinus та Helarctos malayanus. 
 
Подальші дослідження всієї мітохондріальної послідовності цитохрому b вказує на те, що дивергенція популяцій континентальних U. thibetanusі і Ursus thibetanus japonicus  могла відбутися, коли ведмеді перетнули сухопутний міст між Корейським півостровом і Японією 500 000 років тому, що узгоджується з палеонтологічними даними. 

### Підвиди
| Назва підвиду                                   | Загальна назва                  | Ареал                                                         | Опис |
| ----------------------------------------------- | ------------------------------- | ------------------------------------------------------------- | --- |
| Ursus thibetanus formosanus Роберт Свайно, 1864 | Ведмідь тайванський             | Тайвань                                                       | У цього підвиду відсутнє густе хутро на шиї. |
| Ursus thibetanus gedrosianus Бланфорд, 1877     | Белуджистанський чорний ведмідь | південний Белуджистан                                         | Невеликі ведмеді із відносно коротким, жорстким волоссям, часто рудувато-коричневим, а не чорним. |
| Ursus thibetanus japonicus Schlegel, 1857       | Японський чорний ведмідь        | Хонсю і Сікоку. Вимерлий на Кюсю.                             | Невеликі ведмеді вагою 60–120 кг для дорослого самця та 40–100 кг для дорослої самки. Середня довжина тіла становить 1,1–1,4 м. У нього немає густого хутра на шиї, як у інших підвидів та темніша морда. |
| Ursus thibetanus laniger Pocock, 1932           | Гімалайський чорний ведмідь     | Гімалаї                                                       | Від U. t. thibetanus відрізняється довшим, густішим хутром та меншій білішій мітці на грудях. Влітку гімалайські чорні ведмеді зустрічаються в теплих районах Непалу, Китаю, Сибіру та Тибету на висоті 3000–3600 м. Взимку вони спускаються на висоти до 1500 м. У середньому вони мають розміри 1,4–1,6 м від носа до хвоста та важать 90–120 кг, хоча вони можуть важити до 181 кг восени, коли вони відгодовуються для зимової сплячки. |
| Ursus thibetanus mupinensis Heude, 1901         | Індокитайський чорний ведмідь   | Індокитай                                                     | Із світлим хутром, схожий на U. t. laniger |
| Ursus thibetanus thibetanus Cuvier, 1823        | Тибетський чорний ведмідь       | Ассам, Непал, М'янма, Мергуї, Таїланд і Аннам [               | Від U. t. laniger відрізняється коротким тонким хутром з незначним вмістом підшерстя або без нього. |
| Ursus thibetanus ussuricus Heude, 1901          | Уссурійський чорний ведмідь     | південь Сибіру, північно-східний Китай і Корейський півострів | найбільший підвид |

До пізнього плейстоцену в Європі та Західній Азії існувало ще два підвиди: U. t. mediterraneus — Західна Європа і Кавказ та U. t. permjak зі Східної Європи до Уральських гір.

## Інтернет-ресурси
- Asiatic Black Bears
- Animal Diversity Web: Ursus thibetanus [Архівовано 6 жовтня 2010 у Wayback Machine.]
- Bearplanet.org: Asiatic Black Bear [Архівовано 29 червня 2016 у Wayback Machine.]
- Asiatic Black Bear Conservation Action Plan
- TheBearTruth.org [Архівовано 23 березня 2012 у Wayback Machine.]